# Vârful Mare, Munții Retezat
Vârful Mare este un vârf muntos situat în munții Retezat, și are o înălțime de 2463 m. Accesul pe vârf se face din șaua Vârful Mare aflată deasupra lacului Galeșu. Vârful nu se află în traseul turistic marcat și este nevoie de o mică deviere de la acesta, după care se revine în poteca turistică marcată.

## Galerie foto

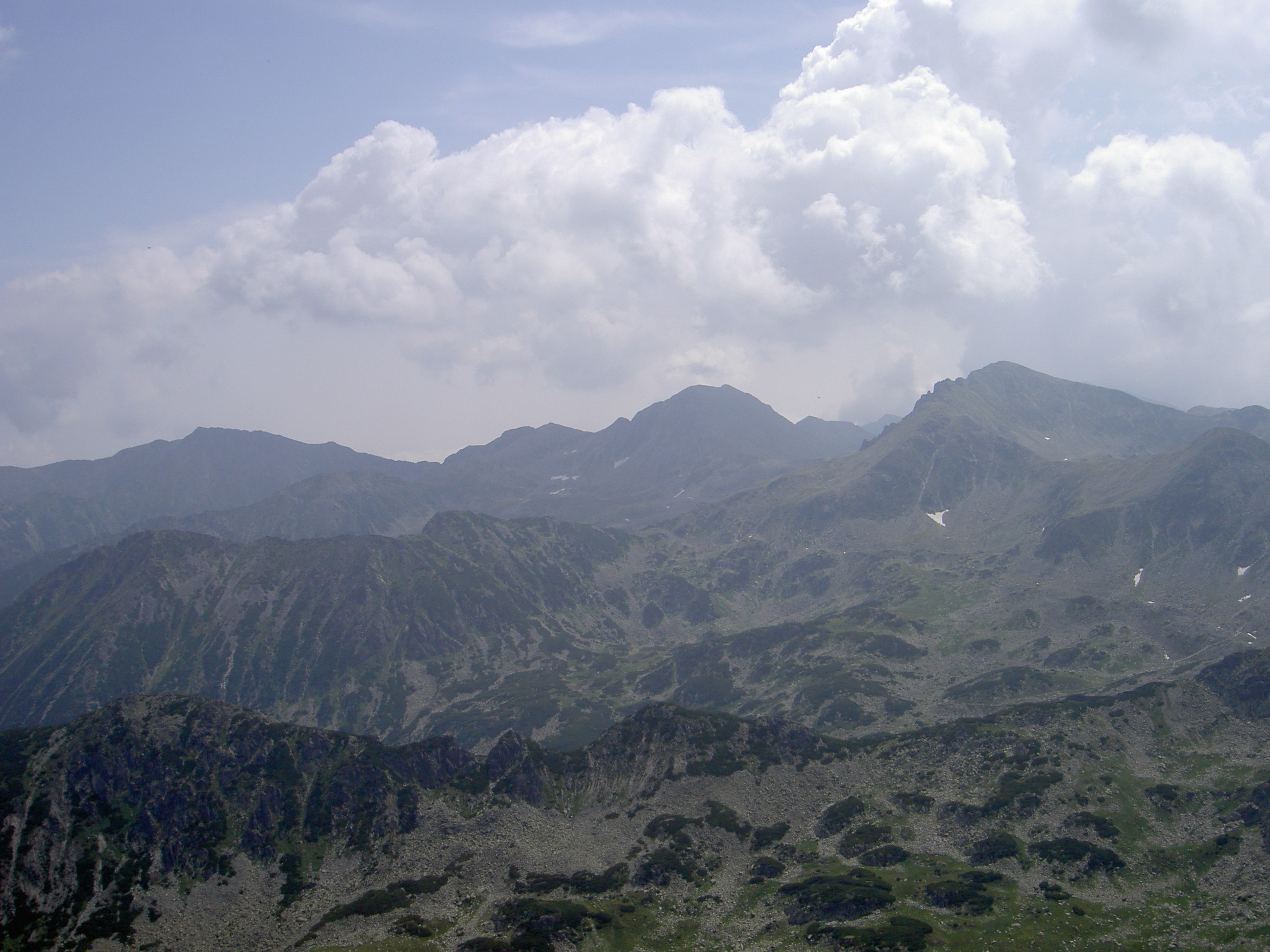
Vârfurile Mare, Păpuşa şi Peleaga
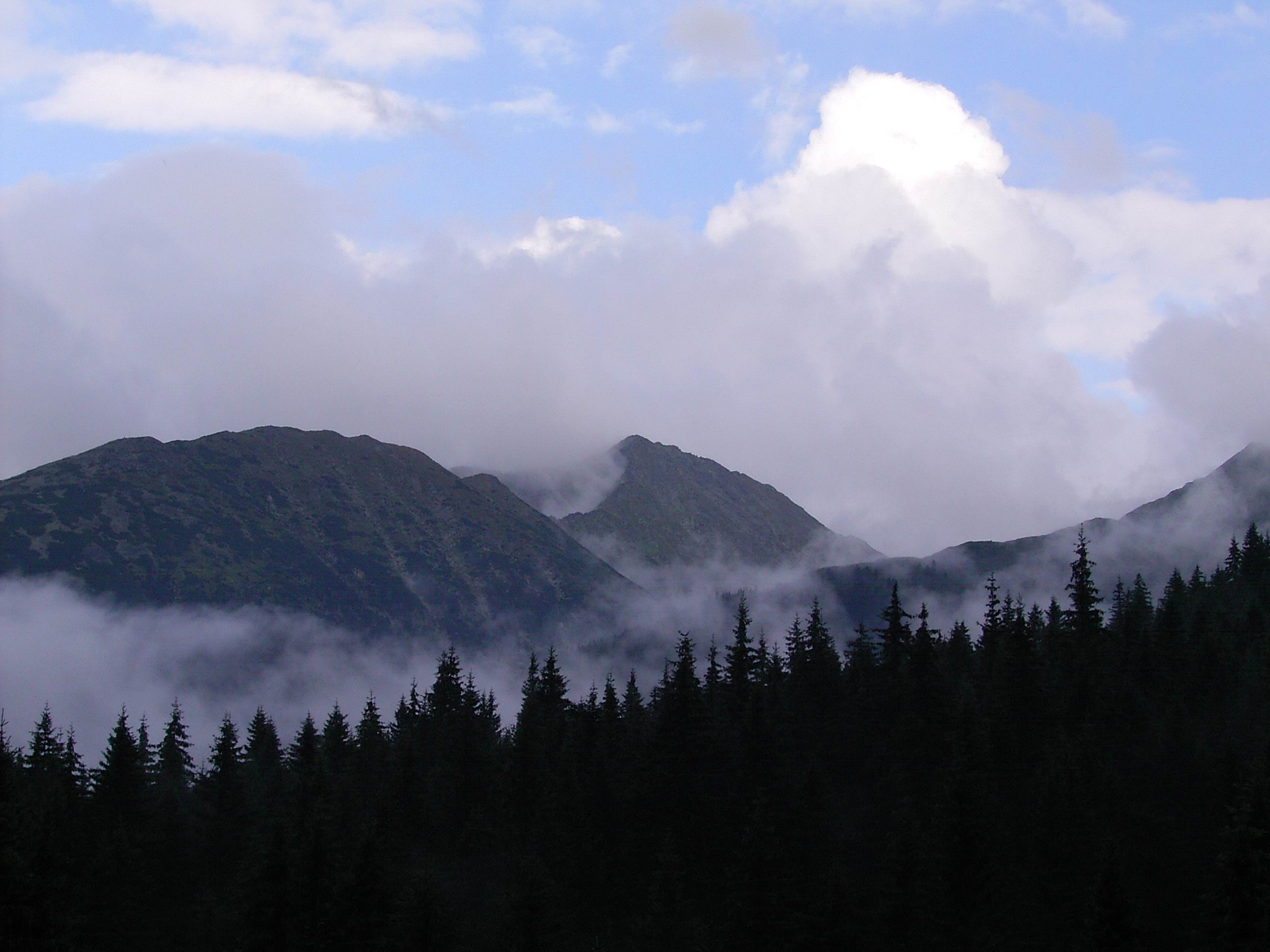
Vârful Mare de la Pietrele
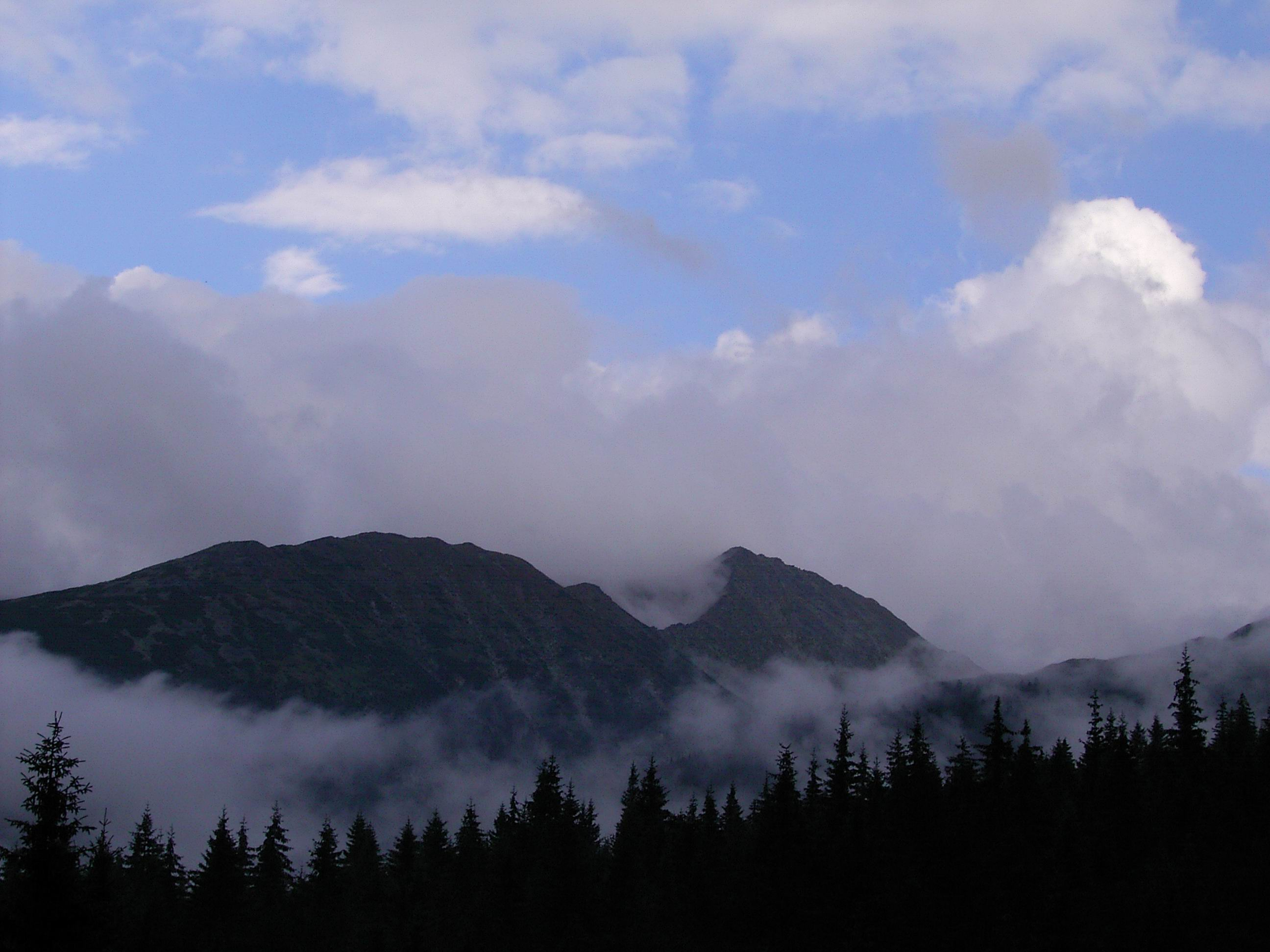
Vârful Mare